# Friedrich Dessauer
Friedrich Dessauer (ur. 19 lipca 1881 w Aschaffenburgu, zm. 16 lutego 1963 we Frankfurcie nad Menem) – niemiecki biofizyk, radiolog, filozof, pionier biologii kwantowej. Od 1920 roku profesor uniwersytetu we Frankfurcie nad Menem, od 1922 roku dyrektor tamtejszego Instytutu Biofizyki. Polityk katolickiej partii Centrum (niem. niem. Deutsche Zentrumspartei), poseł do Reichstagu (1924–1933), publicysta. Współwłaściciel frankfurckiej gazety Rhein-Mainischen Volkszeitung.
Aresztowany w 1933 roku, oskarżony o kontakty ze zdrajcą stanu Wilhelmem Mühlonen, uniewinniony – mimo to jego mienie podległo konfiskacie a on sam musiał zrezygnować z funkcji pełnionych na uczelni. W 1934 wyemigrował do Stambułu, gdzie stworzył nowy instytut radiologii. W 1937 roku z przyczyn zdrowotnych podjął pracę na Uniwersytecie we Fryburgu Szwajcarskim. W 1953 roku powrócił na uniwersytet do Frankfurtu nad Menem, gdzie prowadził wykłady z biofizyki i filozofii. 